# Goniogryllus atripalpulus
Goniogryllus atripalpulus är en insektsart som beskrevs av Chen, J. och Z. Zheng 1996. Goniogryllus atripalpulus ingår i släktet Goniogryllus och familjen syrsor. Inga underarter finns listade i Catalogue of Life.